# Barranc de la Mata Negra
El barranc de la Mata Negra és un curs d'aigua afluent de la Noguera Pallaresa per la dreta. Pertany a la conca del Noguera Pallaresa. Forma part del terme municipal de Castell de Mur, dins de l'antic terme de Guàrdia de Tremp, dins del territori del poble de Cellers.
Es forma a la part occidental del Bosc de Guàrdia, al vessant septentrional de la Serra del Montsec, i en el seu tram final travessa el Planell de les Boixeroles. S'aboca en el Barranc del Bosc just a ponent del Clot de les Arboceres, al costat oest del Pas de la Boixoga.